# Melete leucadia
Melete leucadia är en fjärilsart som först beskrevs av Felder 1862.  Melete leucadia ingår i släktet Melete och familjen vitfjärilar. Inga underarter finns listade i Catalogue of Life.

## Bildgalleri

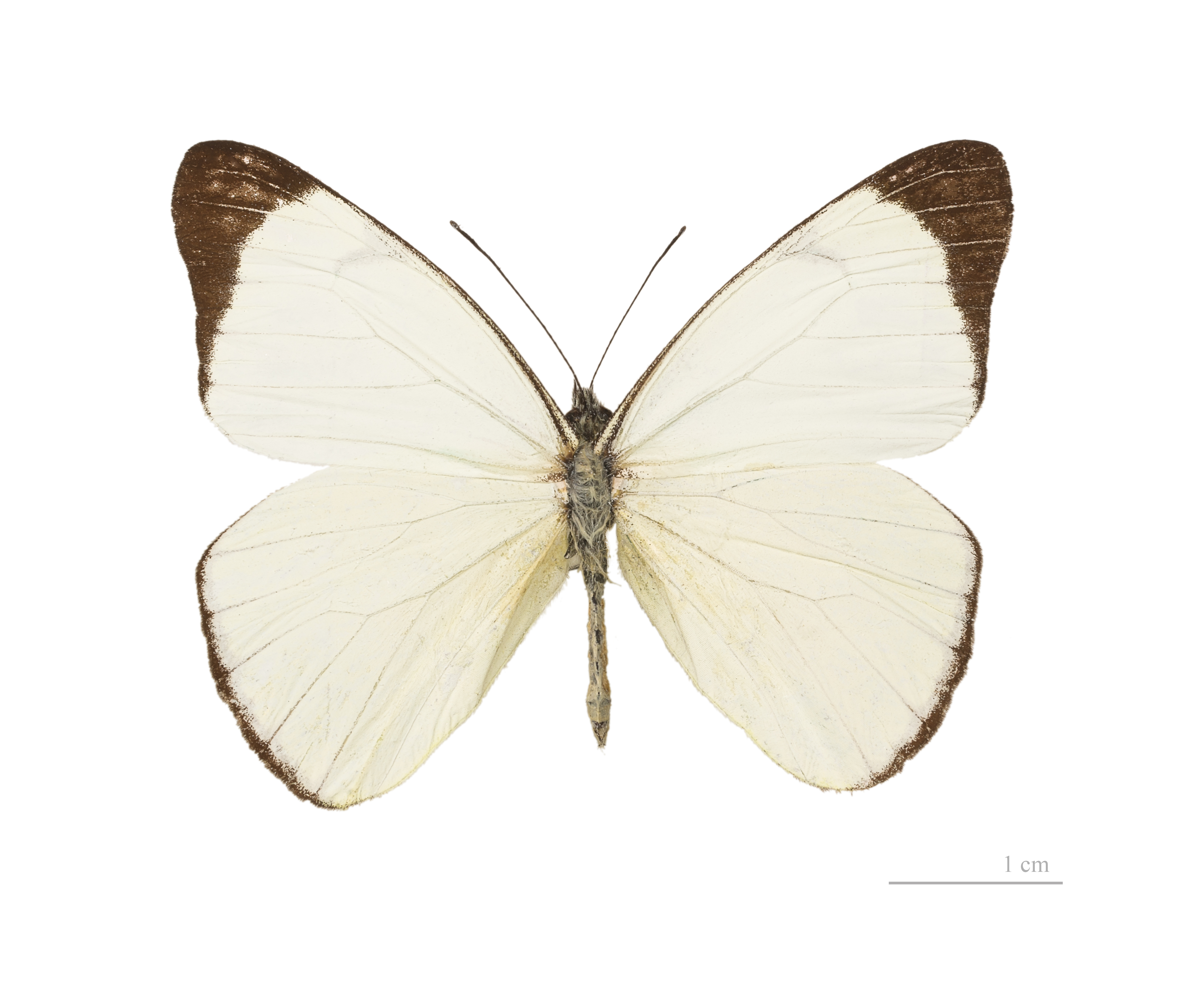
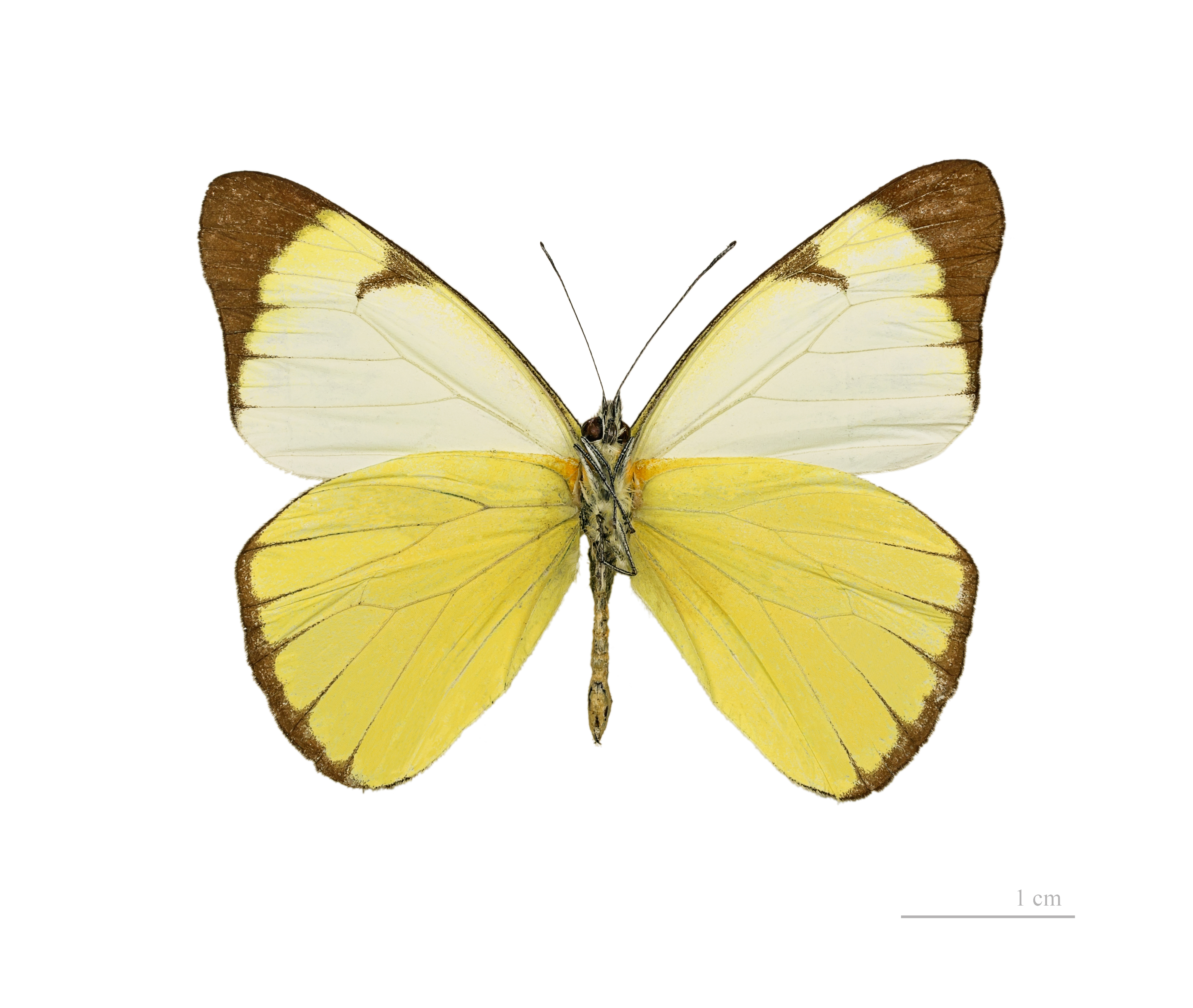
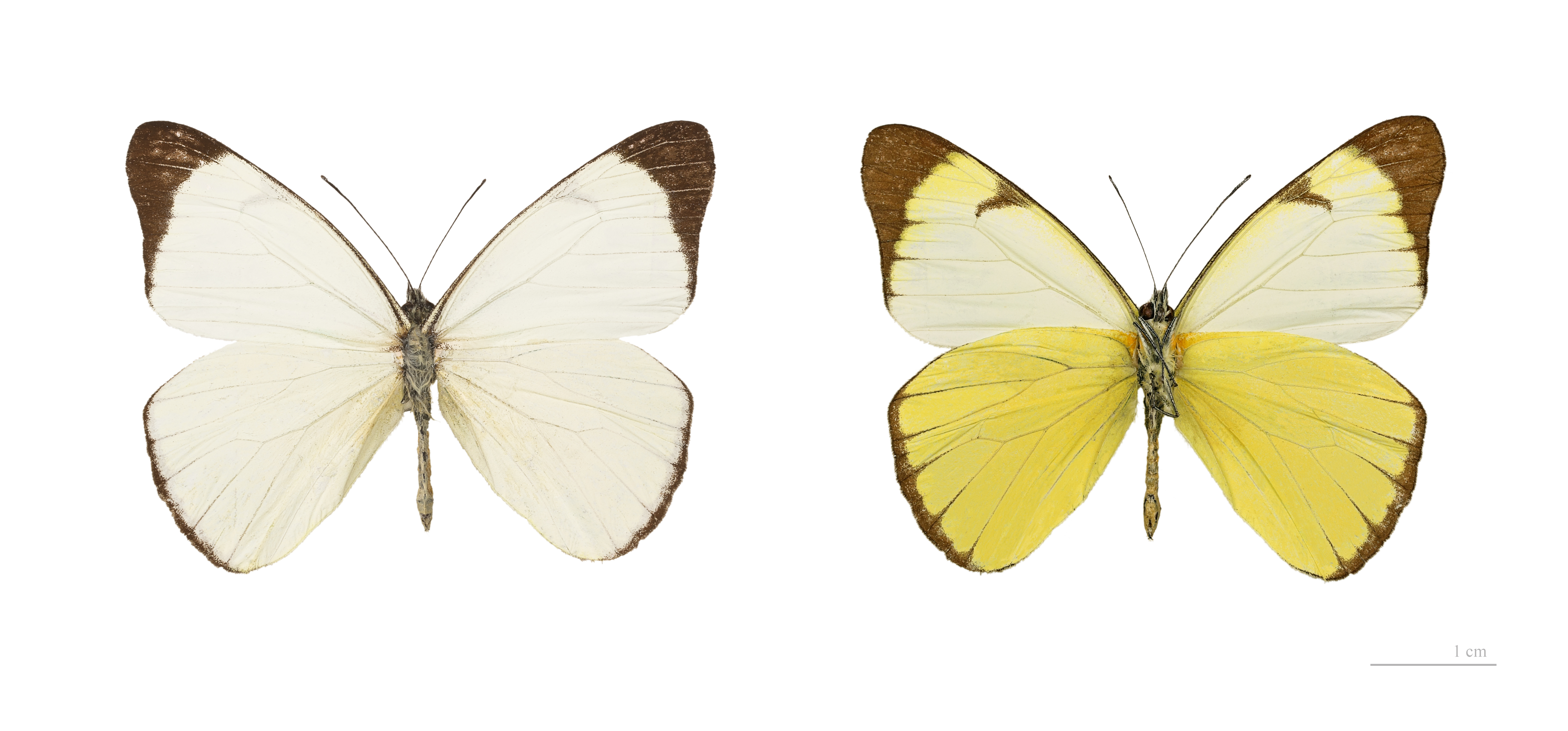